# JSATインターナショナル
JSATインターナショナル インク（ジェイサットインターナショナル インク）は、スカパーJSATグループに属する、アメリカ合衆国ワシントンD.C.に本社を置くマーケティング企業。
親会社であるスカパーJSATが保有する通信衛星の回線を販売する、北米側の拠点である。特に北米をエリアとし、関連会社が通信回線の運営を行う通信衛星Horizons2機の同地域内通信、及びHorizons-1とカポレイ地球局（米国ハワイ州）・JCSAT-2Aを介した北米 - アジアの衛星通信回線を主力として取り扱っている。

## グループ企業
親会社
- スカパーJSAT株式会社

持分法関連会社
- ホライゾンズ・サテライト・ホールディングスLLC (50%) - 以下2企業の持株会社。インテルサットとの合弁。
  - ホライゾンズ-1・サテライトLLC

通信衛星Horizons-1を運営する電気通信事業者で、日本の総務大臣への電気通信事業届出も行っている。
  - ホライゾンズ-2・サテライトLLC

通信衛星Horizons-2を運営する電気通信事業者。